# Mucuna bennettii
Mucuna bennettii är en ärtväxtart som beskrevs av Ferdinand von Mueller. Mucuna bennettii ingår i släktet Mucuna och familjen ärtväxter. Inga underarter finns listade i Catalogue of Life.